# Ludvig Elsass
Ludvig Elsass (8. september 1870 i Viborg – 14. april 1959 i København) var en dansk grosserer, far til Adam Elsass.
Elsass var søn af handelsagent og fotograf Moritz Elsass (1822-1878) og hustru Helene f. Dessau (1833-1912) og var kontorist i firmaet Sophus Berendsen fra 1886, og blev da ved Albert Berendsens pludselige død 1897 og forretningens omdannelse til aktieselskab direktør for dette til 1941 og atter fra 1945 til sin død 1959. Ligesom Berendsen-familien havde Elsass jødisk baggrund, og under besættelsen måtte han flygte til Sverige.
Elsass var endvidere næstformand i Kreditorforeningen for Jern- og Metalbranchen 1910-45; viceformand for Fællesudvalget for Danmarks Jern-, Metal-, Rør- og Maskinbrancheforeninger 1919-45; næstformand for Foreningen af Grosserere i Jern- og Metalbranchen 1919-44; medlem af Grosserer-Societetets repræsentantskab 1934-38, næstformand 1935-38, af Grosserer-Societetets komité 1938-43; medlem af Akkordretten 1928-42, af bestyrelsen for Importørforeningen af 11. August 1933 1933-41 og af Prisnoteringskomitéen 1939-40 samt formand for Københavns Voldgiftsudvalg for jern- og metalbranchen.
Han var Kommandør af Dannebrogordenen, Dannebrogsmand og bar en række udenlandske ordener.
Han blev gift 1. gang (1898, ægteskabet opløst 1912) med Marie Christine Petræus (død 1942), datter af distriktslæge P.M. Petræus, Nibe (død 1900) og hustru Marie Christine f. Krarup (død 1872); 2. gang (1919) med Sara Beckett (død 1943), datter af grosserer H.L. Beckett (død 1902) og hustru Cathrine f. Petræus (død 1921).
Ludvig Elsass virkede som filantrop. Deres datter Helene Elsass stiftede desuden i 1974 Ludvig og Sara Elsass Fond ved en gavedisposition.
Sønnen Adam overtog ledelsen af Sophus Berendsen A/S.